# Les Visiteurs du soir
Les Visiteurs du soir is een Franse dramafilm uit 1942 onder regie van Marcel Carné. Destijds werd de film uitgebracht onder de titel De duivel was de laatste gast.

## Verhaal
Twee gezanten van de duivel komen als minstrelen op een middeleeuws kasteel, waar de dochter van de slotheer op het punt staat te trouwen. Als de door hen gezaaide onrust vreemde wendingen neemt, komt de duivel zelf op bezoek.

## Rolverdeling
| Acteur         | Personage                 |
| -------------- | ------------------------- |
| Arletty        | Dominique                 |
| Marie Déa      | Anne                      |
| Fernand Ledoux | Baron Hugues              |
| Alain Cuny     | Gilles                    |
| Pierre Labry   | Leenheer                  |
| Jean d'Yd      | Man met de beer           |
| Roger Blin     | Aanvoerder van de dwergen |
| Gabriel Gabrio | Beul                      |
| Marcel Herrand | Baron Renaud              |
| Jules Berry    | Duivel                    |